# Механические ткани

4:Луб. 5:Склеренхима (Лыко)

Механи́ческая ткань — разновидность ткани в растительном организме, волокна из живых и мёртвых клеток с сильно утолщённой клеточной стенкой, придающие механическую прочность организму. Возникает из верхушечной меристемы, а также в результате деятельности прокамбия и камбия.
Степень развития механических тканей во многом зависит от условий, они мало присутствуют у растений влажных лесов, у многих прибрежных растений, но зато хорошо развиты у большинства растений засушливых местообитаний.
Механические ткани присутствуют во всех органах растения, но наиболее они развиты по периферии стебля и в центральной части корня.
Выделяют следующие типы механических тканей:
- колленхима — эластичная опорная ткань первичной коры молодых стеблей двудольных растений, а также листьев. Состоит из живых клеток с неравномерно утолщёнными неодеревеневшими первичными оболочками, вытянутыми вдоль оси органа. Создаёт опору растению.
- склеренхима — прочная ткань из быстро отмирающих клеток с одревесневшими и равномерно утолщёнными оболочками. Обеспечивает прочность органов и всего тела растений. Различают два типа склеренхимных клеток:
  - волокна — длинные тонкие клетки, обычно собранные в тяжи или пучки (например, лубяные или древесинные волокна).
  - склереиды — округлые мёртвые клетки с очень толстыми одревесневшими оболочками. Ими образованы семенная кожура, скорлупа орехов, косточки вишни, сливы, абрикоса; они придают мякоти груш характерный крупчатый характер. Встречаются группами в корке (наружной части коры) хвойных и некоторых лиственных пород, в твердых оболочках семян и плодов. Их клетки круглой формы с толстыми стенками и маленьким ядром.

## Использование
Промышленное применение имеют лубяные волокна, идущие на изготовление тканей (лён, рами, кенаф), верёвок и канатов (пенька из волокон конопли).